# تيسون غامبل
تيسون غامبل (بالإنجليزية: Tyson Gamble)‏ هو لاعب دوري الرغبي أسترالي، ولد في 21 يونيو 1996 في بريزبان في أستراليا.